# 王寿 (先秦)
王寿，夏朝山东的一个部落名，又作平寿、三寿。
夏朝的君主杼东征，抵达东海及王寿，得到一只九尾狐。现代考证在今山东省寿光市附近。因为九尾狐，与青丘国接近。